# 通用原子
通用原子是美国一家科技公司，主要从事核能和國防工業领域的业务。1955年通用动力公司成立了专门从事核能研发的通用原子部门，该部门几经转手后，于1986年被布鲁兄弟收购，成为现今独立的私人公司。目前除核能领域外，通用原子的业务还拓展到无人机、电磁系统（磁軌砲、航母电磁弹射器）等国防领域。

## 历史
1955年，通用动力公司在加利福尼亚州聖地牙哥成立了专门从事核能研发的通用原子部门。次年开始从事TRIGA反应堆的研发。1958年起开始进行獵戶座計劃的研究。同时期，通用原子开始从事高温气冷堆（HTGR）的研发。
1968年，通用原子部门被转售给海湾石油，并改名海湾通用原子（Gulf General Atomics）。1973年，殼牌购得该公司50%的股份，将名字改回通用原子。殼牌在收购后对其高温气冷堆进行评估，发觉无法盈利。1981年底，海湾石油收购了殼牌在通用原子的全部股份，成为全资持有者。
1984年，海湾石油与加州标准石油合并为雪佛龍，雪佛龍想要剥离海湾石油的子公司，其中就包括通用原子。1986年，布鲁兄弟——尼尔·布鲁和林登·布鲁斥资6000万美元买下通用原子，自此成为两人的私人公司。公司自布鲁兄弟收购后开始涉足无人机研发领域，于1994年首飞MQ-1捕食者无人攻击机。

## 附属公司
- 通用原子航空系统有限公司（GA-ASI）：无人机和雷达系统
- 通用原子欧洲公司（GA-Europe）
- 通用原子系统集成公司（GA-SI）
- 通用原子航空英国公司（GA-UK）
- 通用原子联邦计算机研究公司（General Atomics CCRi）：2021年收购软件公司“联邦计算机研究”（Commonwealth Computer Research, Inc.）[9]
- ConverDyn（英语：ConverDyn）：核能领域六氟化鈾供应商[10]
- Cotter：采矿公司（含铀矿）
- Cryotech：除冰相关产品
- Diazyme：生物技术实验室，研发各类诊断试剂
- Heathgate Resources（英语：Heathgate Resources）：澳大利亚铀矿开采公司
- Nuclear Fuels Corporation：铀矿销售
- Quasar Resources：拥有澳大利亚大量勘探矿权地
- Rio Grande Resources Corporation：继承自雪佛龍铀矿相关业务
- 通用原子Synopta公司（GA-Synopta）：2021年收购瑞士激光通信公司Synopta[11]